# نظرية النمو الموحد
نظرية النمو الموحد (بالإنجليزية: Unified growth theory) هي نظرية طُورت في ضوء الفشل المزعوم لنظرية النمو الداخلي في التقاط الانتظامات التجريبية الرئيسية في عمليات النمو ومساهمتها في الارتفاع الهائل في عدم المساواة بين الدول في القرنين الماضيين.
تشير نظرية النمو الموحد إلى أنه خلال معظم فترة الوجود البشري كان التقدم التكنولوجي قابلاً للتعويض عن طريق النمو السكاني، وكانت مستويات المعيشة قريبة من مستوى الكفاف عبر الزمان والمكان.
أُكدت التنبؤات القابلة للاختبار لهذه النظرية وآلياتها الأساسية في الأبحاث التجريبية والكمية في بدايات في الربع الأول من القرن الواحد والعشرين، وألهمت استكشافًا مكثفًا لتأثير القوى التاريخية وما قبل التاريخية على التنمية الاقتصادية المقارنة والتفاوت في ثروات الدول. اكتٌشفت النظرية ككل كميًا. أدت السمات المكملة للبيئة التكنولوجية إلى ارتفاع مستوى الدخل وبالتالي ارتفاع معدل النجاح الإنجابي. أُكدت التنبؤات القابلة للاختبار لهذه النظرية التطورية وآلياتها الأساسية تجريبيًا وكميًا.